# Допоміжний калібр

Ілюстрація основних і допоміжних батарей на
> Основний: червоний
Допоміжний: синій

Допоміжний калібр - термін, який позначає менші, більш скорострільні гармати, водночас зазвичай меншого радіусу дії, ніж головний калібр насамперед на артилерійський кораблях, таких як лінкори та крейсери. Технічні характеристики, розташування, розмір та призначення цих артилерійських систем серйозно змінювалося  разом зі зміною загрози, якій вони мали протистояти: від міноносців до озброєнних торпедами есмінців, потім до літаків, і врешті решт, протикорабельних ракет.

## Епоха додредноутів
Додредноути у період з 1890 по 1905 рік, як правило, були оснащені гарматами 3 або 4 різних калібрів. Головний калібр складав приблизно 12 дюймів, «вторинна батарея» з переважно 6-дюймових, але зазвичай в діапазоні від 5 до 7,5 дюймів. Гармати калібром менше 4,7 дюйма зазвичай вважалися «третинними». Багато додредноутів також мали 9,2-10-дюймові «вторинні» гармати, але зазвичай вони розглядаються як частина основного озброєння змішаного калібру.